# GPicSync
GPicSync — кроссплатформенная программа для привязки фотографий к географическим координатам. Распространяется бесплатно.

## Описание
Программа работает в пакетном режиме. Исходными данными является папка, в которой расположены фотографии в JPEG формате и файл трека в формате GPX или текстовый файл NMEA-сообщений. GPicSync записывает GPS-координаты места съёмки в EXIF-данные каждой фотографии, используя совпадение времени съемки и точки трека.

## Возможности
- позволяет использовать несколько исходных GPS-треков
- запись в EXIF-данные значения высоты над уровнем моря
- позволяет добавлять в IPTC-данные ближайшие географические названия, которые программа берет из баз данных в Интернете
- вручную модифицировать географические координаты в EXIF-данных фотографии
- сохраняет в отдельной папке копии фотографий до изменения EXIF-данных
- позволяет корректировать разницу во времени при расхождении установок времени фотокамеры и времени навигатора
- позволяет корректировать разницу местного времени по отношению к UTC
- автоматически создает KML-файл и папку с миниатюрами фотографий для их просмотра в Google Планета Земля
- позволяет автоматически переименовывать файлы фотографий
- позволяет проверить трек на наличие ошибок
- заявлена поддержка RAW файлов